# Cuba feliz
Pour plus de détails, voir Fiche technique et Distribution.
Cuba feliz est un film français réalisé par Karim Dridi et sorti en 2000.

## Synopsis
Le film suit Gallo, un chanteur des rues, qui déambule à Cuba et rencontre des musiciens.

## Fiche technique
- Titre : Cuba feliz
- Réalisation : Karim Dridi
- Scénario : Karim Dridi et Pascal Letellier
- Photographie : Karim Dridi
- Son : Michel Brethez
- Montage son : Béatrice Wick
- Mixage : Dominique Hennequin
- Montage : Lise Beaulieu et Marie Liotard
- Production : Jacques Debs, Alain Rozanès et Pascal Verroust
- Sociétés de production : ADR Productions, El Movimento Nacional de Video de Cuba et Le Studio Canal+
- Pays de production :  France,  Cuba
- Genre : documentaire
- Durée : 93 minutes
- Date de sortie : France - 7 juin 2000

## Accueil
Le film a reçu un accueil favorable de la critique. Il obtient un score moyen de 62 % sur Metacritic.

## Sélection
- Festival de Cannes 2000[2] (sélection de la Quinzaine des réalisateurs)